# Тірю

Чірю́ (яп. 知立市, ちりゅうし, МФА: [t͡ɕiɾʲuːɕi̥]?) — місто в Японії, в префектурі Айті. Розташоване в центральній частині префектури, в рівнині Окадзакі.   Виникло на основі постоялого містечка на Східноморському шляху. Отримало статус міста 1970 року. Площа становить 16,34 км². Станом на 1 серпня 2011 року населення складало 68 936  осіб, густота населення — 4220 осіб/км².  Основою економіки є автомобілебудування, комерція. Традиційні ремесла — виробництво буддистських вівтарів. В місті розташовані міст Яцухасі, оспіваний у творі класичної японської літературі «Ісе моноґатарі», сади диких півників. 